# Ulla Donner
Ulla Donner, född 1988 i Helsingfors, är en finlandssvensk illustratör och författare av serieromaner. Donner bor i Hindhår i Nyland, hon är dotter till Annika Luther och Kristian Donner. Donner är illustratör och har studerat grafisk design på Aalto-universitetet. Hon fick Serie-Finlandiapriset 2020. Hon fick 2023  priset Urhunden för årets bästa originalsvenska seriebok för Den naturliga komedin.

## Priser och utmärkelser
- 2018 –  Finlands svenska författareförenings debutantstipendium för serieromanen Spleenish[4]
- 2020 –   Serie-Finlandiapriset för serieromanen Skiten[5]
- 2024 –  Urhunden för serieromanen Den naturliga komedin[6]
- 2025 –  Kalle Träskalle-hatten